# Güshi Khan
Güshi Khan (in mongolo: Гүүш хаан, Gùùš khan; anche Gushri Khan) (1582 – 1655) è stato un condottiero e principe mongolo della tribù hošuud, sovrano del Khanato hošuud, che aveva soppiantato i Tumed discendenti di Altan Khan.
Il suo appoggio militare alla scuola Gelug del Buddhismo tibetano permise al V Dalai Lama di stabilire il controllo politico sul Tibet. Nel 1637, Güshi Khan sconfisse il principe rivale mongolo Tsogtu Khung Taiji, un seguace del Kagyu, vicino al Lago Qinghai (Kokonor) e fondò il suo khanato in Tibet.

## Biografia
Güshi Khan nacque come Torobaikhu, terzo figlio di Akhai Khatun e Khanai Noyan Khonggor, capo della tribù hošuud degli Oirati. All'età di 12 anni Torobaikhu aveva già acquisito fama in battaglia contro i Turkestani. Nel 1630 succedette a suo fratello maggiore Baibaghas come capo degli Hošuud con il titolo di Güshi o Guushi Khan.
Sonam Rapten, che era il Reggente durante la giovinezza di Lozang Gyatso, il V Dalai Lama, cercò l'aiuto di Gushri Khan per mettere fine alla persecuzione della scuola Gelugpa e unificare il Tibet. Ci vollero tre anni a Gushri Khan per insediare Lozang Gyatso come capo del Tibet unificato. I monasteri Gelugpa rivolsero appelli per avere aiuto contro i partigiani delle sette rivali Karmapa e Bon-po come Tsogtu Taiji.
La campagna militare fu preparata nel 1639. Nell'inverno del 1640, Gushri sconfisse tutti i nemici del Dalai Lama e conquistò Kham con altre forze oirato-mongole delle tribù dei Torghud e dei Dôrvôd assistiti dai Tibetani, superando la resistenza delle tribù mongole dei Khalkha e dei Cahar, alleate del re di Tsang e di altre forze anti-Gelug. I Mongoli Occidentali furono sconfitti in Tibet nello stesso periodo in cui venivano schiacciati in Mongolia dagli invasori manciù.

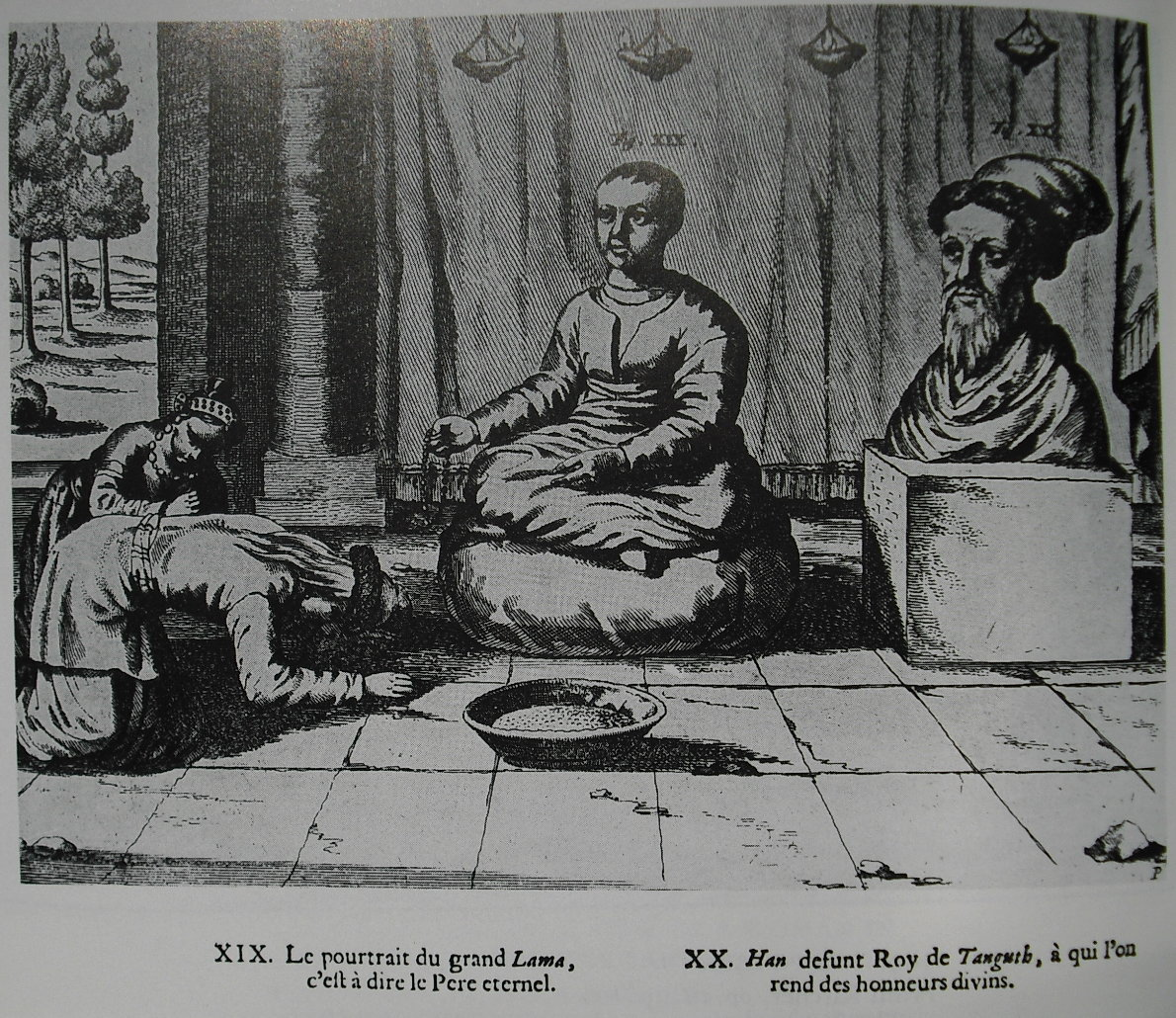
Statue del V Dalai Lama e (apparentemente) di Güshi Khan viste da Johann Grueber nell'atrio del palazzo del Dalai Lama nel 1661

L'invasione del Tibet da parte di Gushri Khan ebbe come risultato il rovesciamento di Karma Tenkyong, principe di Tsang, il 13 aprile 1642, soppiantando la scuola dominante rivale dei Karmapa, e il V Dalai Lama fu allora insediato sul trono del re deposto. In seguito, il nuovo sovrano concesse a Gushri il titolo di Re del Tibet.
Gushi Khan morì nel 1655 lasciando dieci figli. Suo figlio Dayan gli succedette; tuttavia otto degli altri figli, con le loro tribù, si stabilirono nella regione d'importanza strategica del Lago Qinghai nell'Amdo, litigando costantemente per il territorio. Il V Dalai Lama inviò vari governatori nel 1656 e nel 1659. I Mongoli gradualmente si tibetanizzarono e svolsero un importante ruolo nell'estendere l'influenza della scuola Gelug nell'Amdo.